# Корби Таун
«Корби Таун»  — (полное название — Футбольный клуб «Корби Таун», англ. Corby Town Football Club, )  английский футбольный клуб из города Корби, Нортгемптоншир. Образован в 1948 году. Домашние матчи проводит на стадионе «Рокингэм Триэнджел». В настоящий момент выступает в Северная Премьер-лига, одна из трёх региональных футбольных лиг Англии. Играют на стадионе "Стил Парк"

## Достижения
- Южная лига
  - Чемпионы Премьер-дивизиона: 2008–09, 2014–15
- Лига Объединенных Графств
  - Чемпионы : 1950–51, 1951–52
- Кубок Северного Нортгемптоншира
  - Чемпионы: 1950–51, 1962–63, 1975–76, 1982–83, 2009–10, 2012–13[1]

## Рекорды
- Лучшее выступление в Кубке Англии: третий раунд, 1965-66[2]
- Лучшее выступление в Трофее Футбольной ассоциации: третий раунд, 1986-87, 2009-10
- Рекордное посещение: 2 240 зрителей против Уотфорда, 1986-87[3]
- Больше всего игр: Дерек Уокер, 601[3]
- Больше всего голов: Дэвид Хофбауэр, 159 (1984–1995)[3]
- Рекордная сумма за трансфер уплачена: £2 700 Барнету за Элвана Эдвардса, 1982[3]
- Рекордная сумма за трансфер получена: £20 000 от Оксфорд Юнайтед за Мэтта Мерфи, 1993[3]